# Liste von Persönlichkeiten der Stadt Litoměřice
Die Liste von Persönlichkeiten der Stadt Litoměřice in Tschechien enthält Personen, die in der Geschichte der Stadt Litoměřice (deutsch Leitmeritz) eine bedeutende Rolle gespielt haben. Es handelt sich dabei um Persönlichkeiten, die Ehrenbürger der Stadt oder hier geboren worden sind oder hier gewirkt haben.
Für die Persönlichkeiten aus den nach Litoměřice eingemeindeten Ortschaften siehe auch die entsprechenden Ortsartikel.

## Ehrenbürger
- Franz Freiherr von Schmück (1797–1862), k. k. Geheimer Rat, Verwaltungsbeamter und Politiker, unter anderem Landespräsident der Bukowina, sodann Präsident des mährisch-schlesischen Oberlandesgerichtshofes

## Söhne und Töchter der Stadt

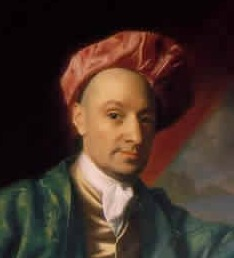
Václav Praupner

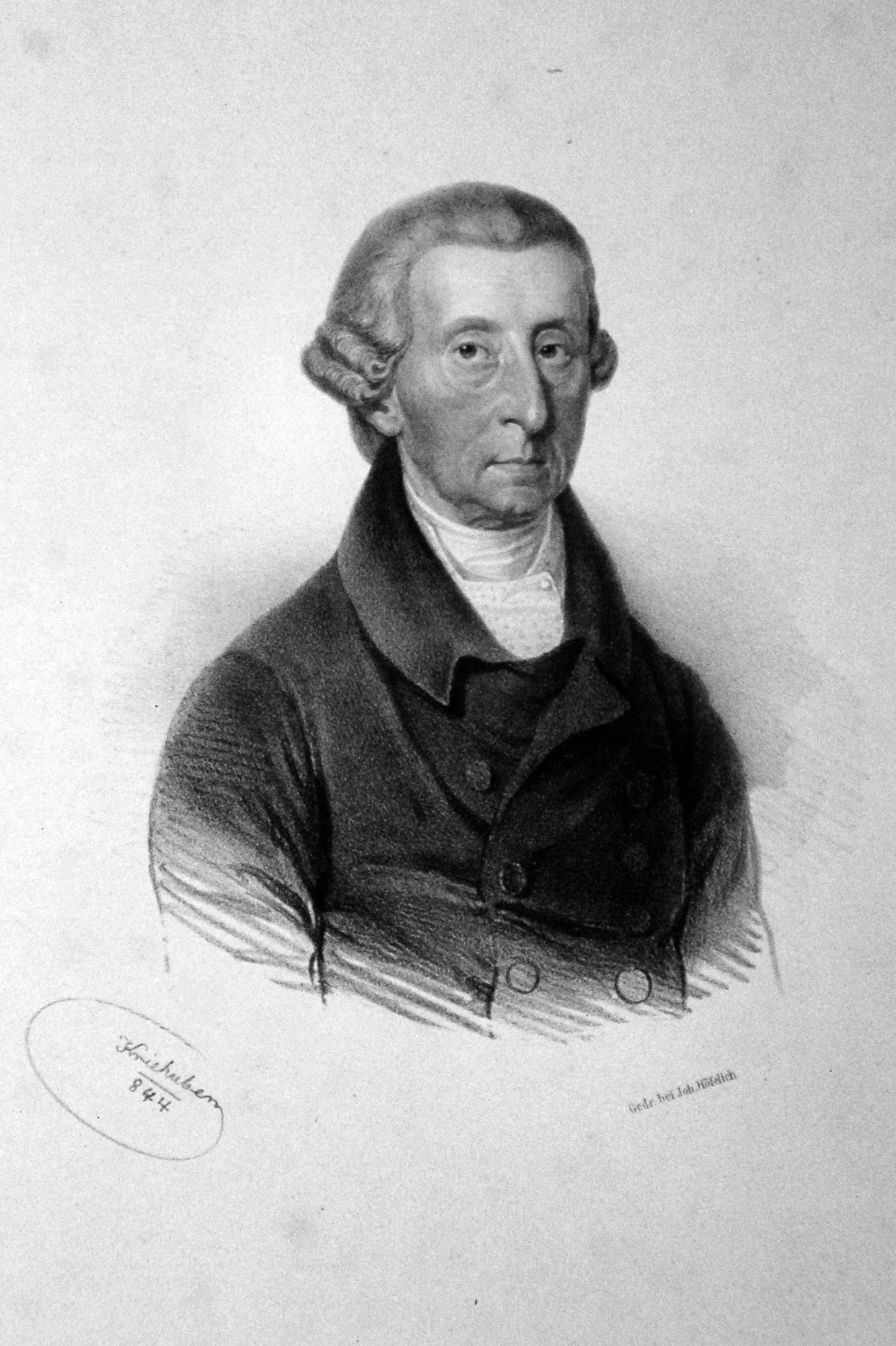
Josef Alois Jüstel (1844)

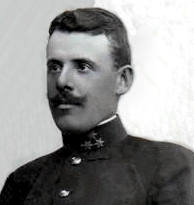
Eberhard Mayerhoffer von Vedropolje (1896)

Sophie Bischoff-David (rechts) als eine von 3 Rheintöchtern (1911)

Stella David (1913)

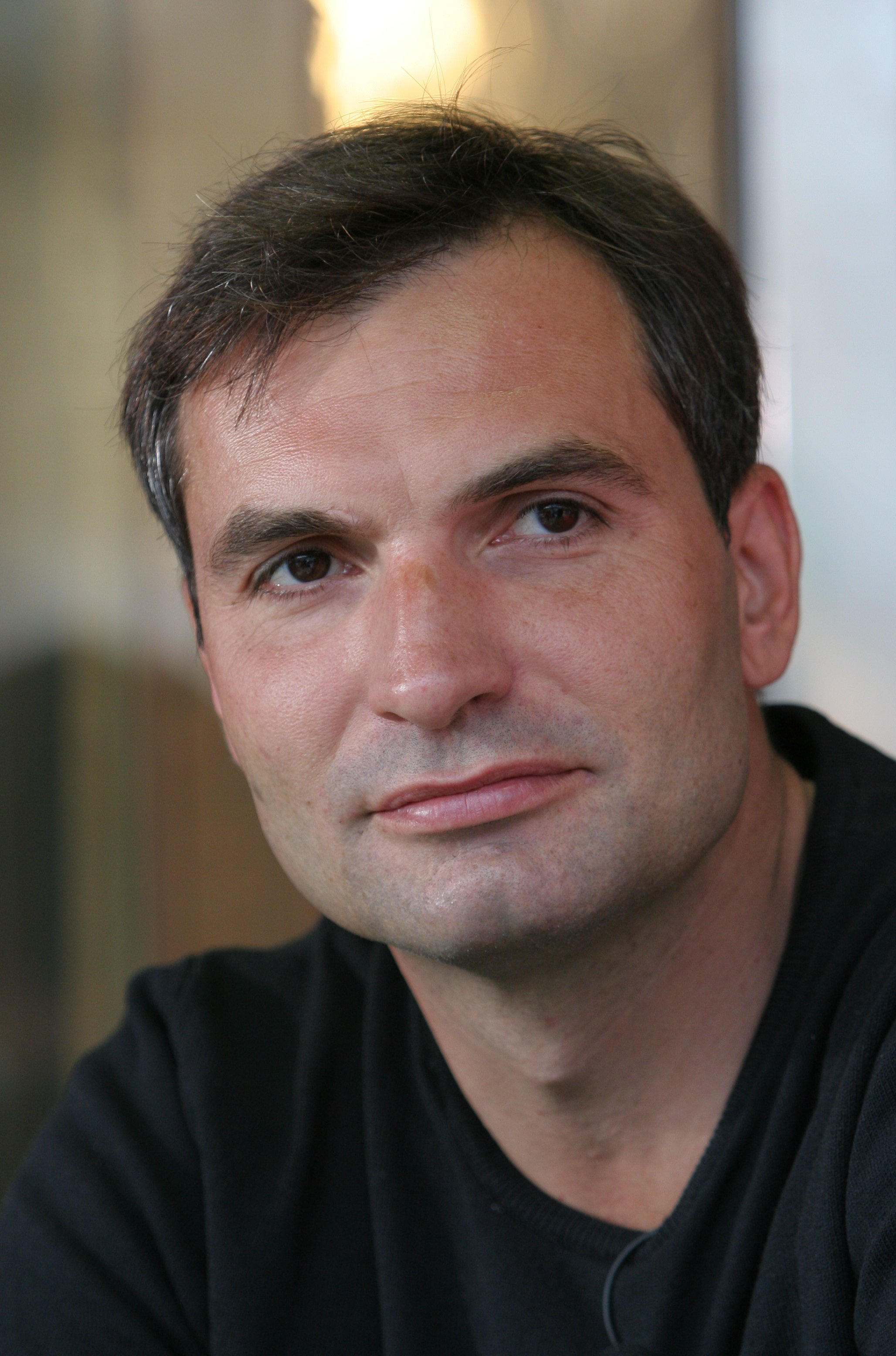
Jiří Macháček (2007)

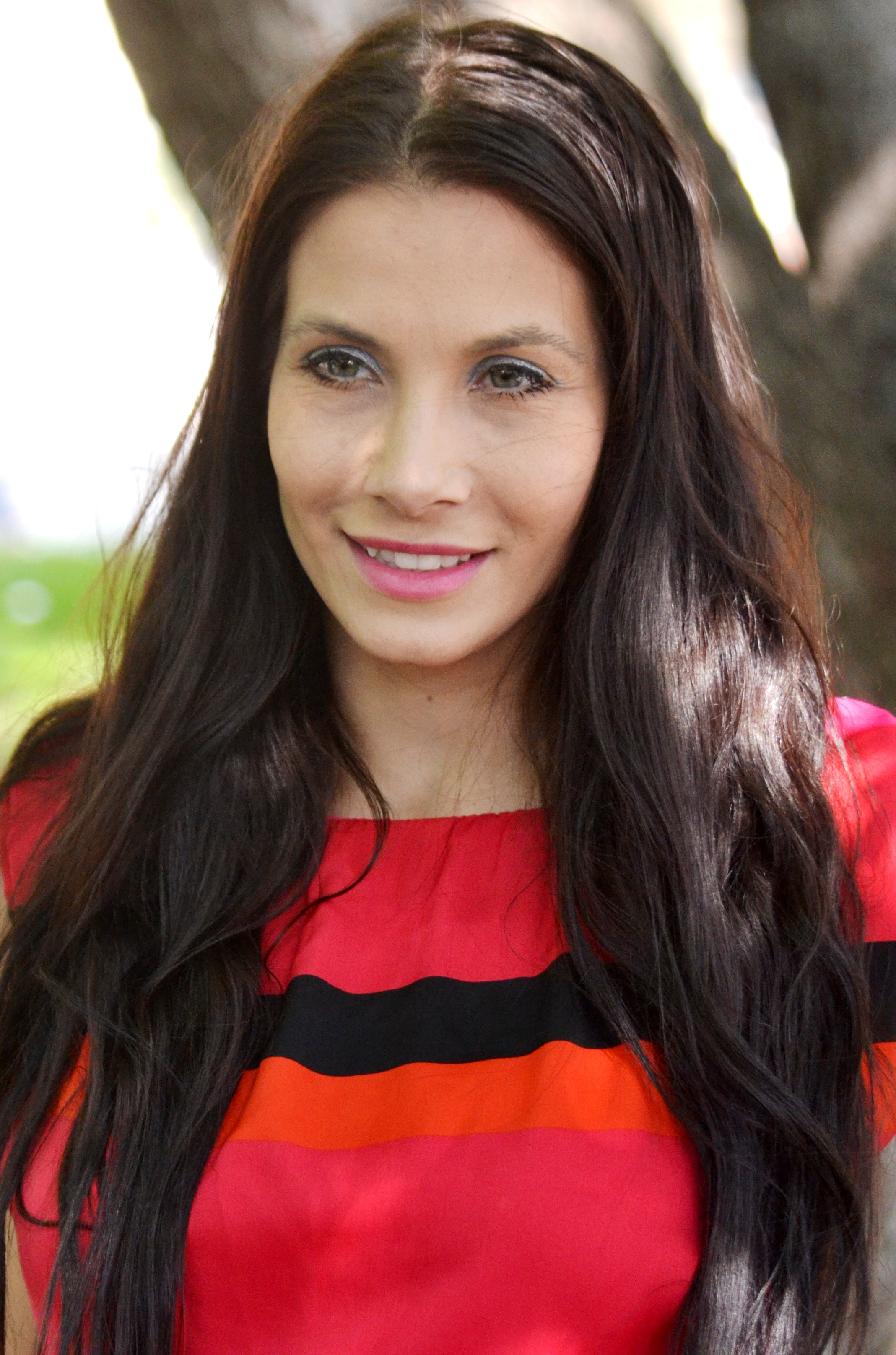
Eva Decastelo (2014)

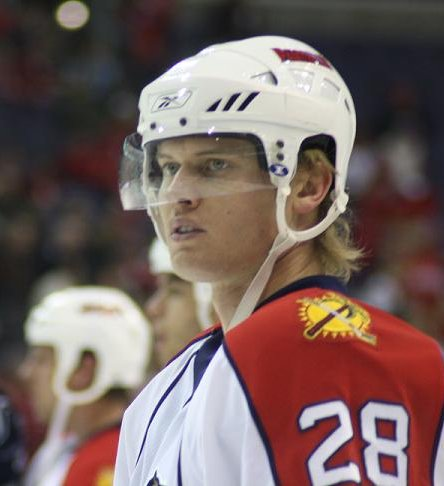
Kamil Kreps (2009)

Die folgenden Personen sind in Litoměřice oder den heutigen Ortsteilen der Stadt geboren. Ob sie ihren späteren Wirkungskreis in Litoměřice hatten oder nicht, ist dabei unerheblich.

### Bis 1800
- Hilarius von Leitmeritz (1412/13–1468), Administrator des Erzbistums Prag und Päpstlicher Legat
- Gottfried Hofer von Lobenstein (1665–1732), katholischer Geistlicher und Generalvikar des Bistums Leitmeritz sowie Domdekan in Leitmeritz
- Wenzel Marx (1711–1773), Franziskaner (OFM) und Bildhauer[1]
- Václav Praupner (1745–1807), Komponist
- Antonio Rosetti, auch Rös[s]ler (1750–1792), Komponist
- Andreas Chrysogen Eichler (1762–1841), Literat[2]
- Josef Alois Jüstel (1765–1858), Staatsmann, Theologe und Kanzelredner
- Josef Bernt (1770–1842), Mediziner
- Johann Wilhelm Ridler (1772–1834), österreichischer Bibliothekar und Herausgeber
- Joseph Georg Meinert (1773–1844), Volksliedersammler, Kulturhistoriker und Philosoph
- Wenzel Pilsak von Wellenau (1779–1855), General und Oberdirektor der Feuergewehrfabrik in Wien und Steyr
- Wenzel Babinsky (1796–1879), Räuber

### 1801 bis 1900
- Joseph Emanuel Hilscher (1806–1837), österreichischer Dichter und Soldat
- Franz Joseph Stradal (1812–1879), deutsch-böhmischer Jurist, Kommunal- und Landespolitiker sowie Mäzen
- August Joseph Stradal (1815–1872), österreichischer Politiker
- Johann Heinrich Stradal (1821–1910), deutsch-böhmischer Jurist und Kommunalpolitiker
- Rudolph Stradal (1827–1872), österreichischer Ingenieur
- Alois von Funke (1834–1911), Politiker und Mitglied des böhmischen Landtages und des Abgeordnetenhauses
- Alfred Knotz (1844–1906), Politiker und Advokat
- Carl Czepelak (1852–1893), Jurist und Maler
- Franz Křepek (1855–1936), Bürgermeister von Leitmeritz 1933–36
- Wilhelm Schanda (1856–1888), österreichischer Dompteur
- Anton Weber (1858–1942), deutsch-böhmischer und österreichischer Architekt
- Franz Čižek (1865–1946), Maler und Kunsterzieher
- Eberhard Mayerhoffer von Vedropolje (1870–1914), Offizier, Lehrer an der Korpsoffiziersschule und Militärschriftsteller
- Bruno Kreuter (1871–1938), Erster Bürgermeister von Rosenheim
- Sofie David, verh. Sophie Bischoff-David (1875–1954), österreichisch-deutsche Theaterschauspielerin und Opernsängerin
- Alfred Kubin (1877–1959), Schriftsteller, Grafiker und Buchillustrator
- Franz Böhm (1882 – n. 1928), tschechoslowakischer Politiker und Parlamentsabgeordneter
- Stella David (1883–1950), österreichisch-schweizerische Schauspielerin
- Rudolf Walter (1885–1950), österreichischer Schauspieler und Filmproduzent
- Walter Tschuppik (1889–1955), deutsch-böhmischer Journalist
- Edmund Hartig (1894–1967), böhmisch-österreichischer Wasserrechtexperte
- Kurt Benno Fechner (1896–1985), österreichischer Offizier, Oberstleutnant und Leiter des österreichischen Nachrichtendienstes
- Anton Profes (1896–1976), österreichischer Schlager- und Filmkomponist

### 1901 bis 1945
- Eduard Klug (1901–1982), KZ-Arzt und SS-Sturmbannführer
- Harald Pickert (1901–1983), österreichischer Grafiker
- Emil van Tongel (1902–1981), österreichischer Politiker (GDVP, NSDAP, VdU, FPÖ)
- Erwin Plachy (1904–1991), Agrarwissenschaftler und Hochschullehrer
- Karl Raimund Lorenz (1909–1996), österreichischer Architekt, Hochschullehrer und Rektor der Technischen Hochschule Graz
- Adolf Metzner (1910–1981), Architekt
- Kurt Honolka (1913–1988), Musikwissenschaftler, Journalist, Musik- und Theaterkritiker
- Walter Kutschera (1914–1998), Politiker (GB/BHE)
- Josef Pacher (1919–2007), Forstwissenschaftler
- Peter Lerche (1928–2016), Rechtswissenschaftler
- Fritz Novotny (1929–2018), Architekt und Stadtplaner
- Kurt Turba (1929–2007), Journalist und Politiker (SED)
- Johann Georg Reißmüller (1932–2018), Journalist und Mitherausgeber der FAZ
- Karl Überla (1935–2024), Epidemiologe
- Udo Arnold (* 1940), Historiker und Hochschullehrer
- Dietrich Mattausch (* 1940), Schauspieler
- Peter Mihatsch (1940–2018), Industriemanager
- Marianne Rosenbaum (1940–1999), Filmregisseurin und Drehbuchautorin
- Hedwig Brüchert (* 1945), Historikerin
- Hans Kutschke (* 1945), Maler und Grafiker
- Albert Christian Sellner (* 1945), Publizist, Herausgeber, Literaturagent und Antiquar

### Ab 1946
- Rudolf Buchbinder (* 1946), österreichischer Pianist
- Josef Vondruška (* 1948), Justizvollzugsbeamter und kommunistischer Politiker
- Jaroslav Brabec (1949–2018), Kugelstoßer
- Miroslav Laholík (* 1952), Ruderer
- Zdeněk Pecka (1954–2024), Ruderer, der zwei olympische Bronzemedaillen gewann
- Jaromír Honzák (* 1959), Jazzbassist
- Luděk Štyks (* 1961), Radrennfahrer
- Jiří Macháček (* 1966), Schauspieler, Sänger und Songwriter
- Jiří Růžek (* 1967), Fotograf
- Petr Házl (* 1971), Handballspieler
- Milan Hnilička (* 1973), Eishockeytorwart und Sportmagaer
- René Andrle (* 1974), Radrennfahrer
- Radek Hamr (* 1974), Eishockeyspieler und -trainer
- Milan Berka (* 1978), Handballspieler
- Eva Decastelo, geb. Aichmajerová (* 1978), Schauspielerin, Model, Hörfunk- und Fernsehmoderatorin
- Věra Pospíšilová-Cechlová (* 1978), Leichtathletin
- Petr Přikryl (* 1978), Eishockeytorwart
- Martin Škoula (* 1979), Eishockeyspieler
- Kamil Kreps (* 1984), Eishockeyspieler
- Jiří Motl (* 1984), Handballspieler
- Michal Birner (* 1986), Eishockeyspieler
- Oldřiška Marešová (* 1986), Hochspringerin

## Persönlichkeiten, die mit der Stadt in Verbindung stehen

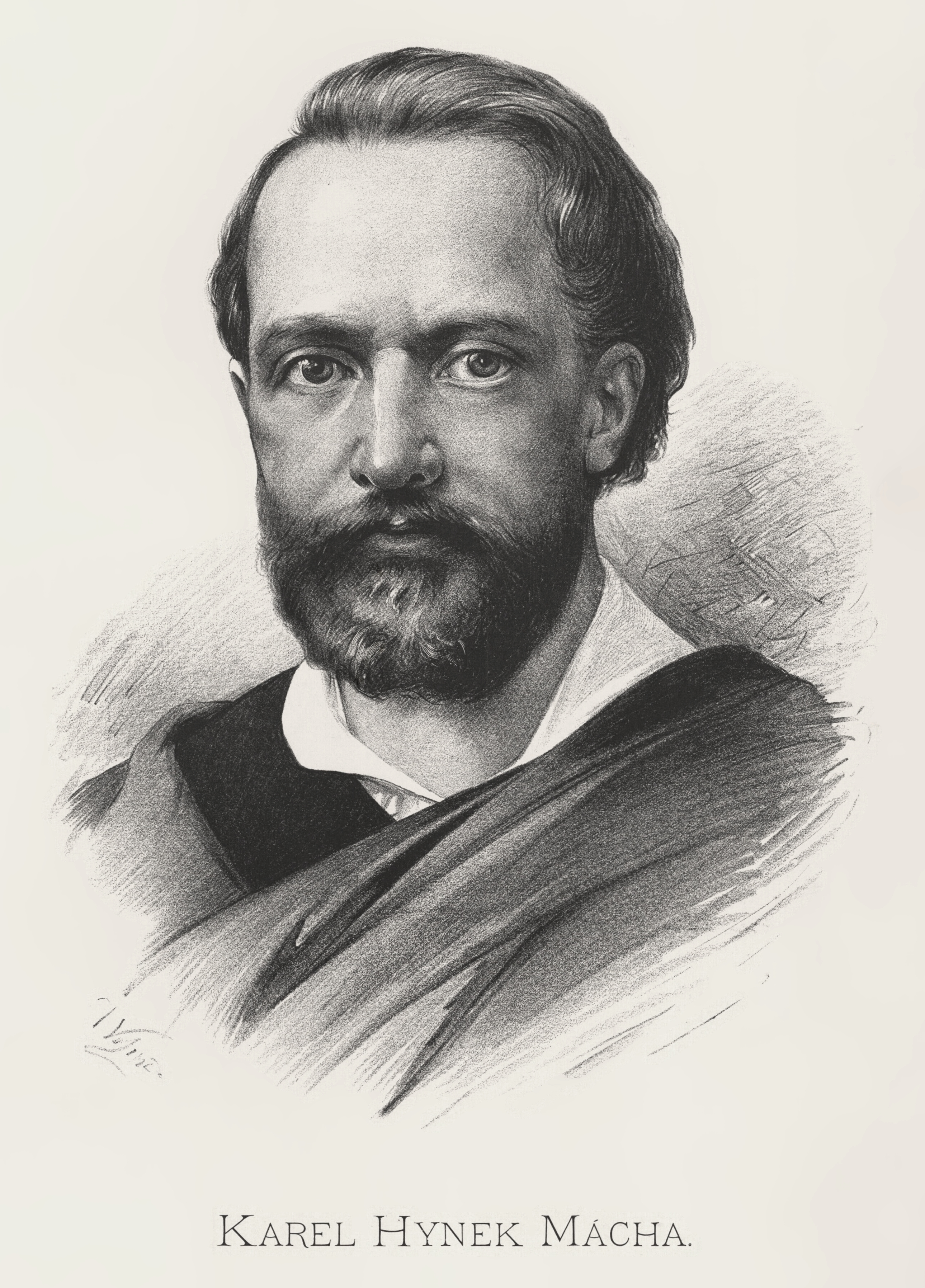
Karel Hynek Mácha

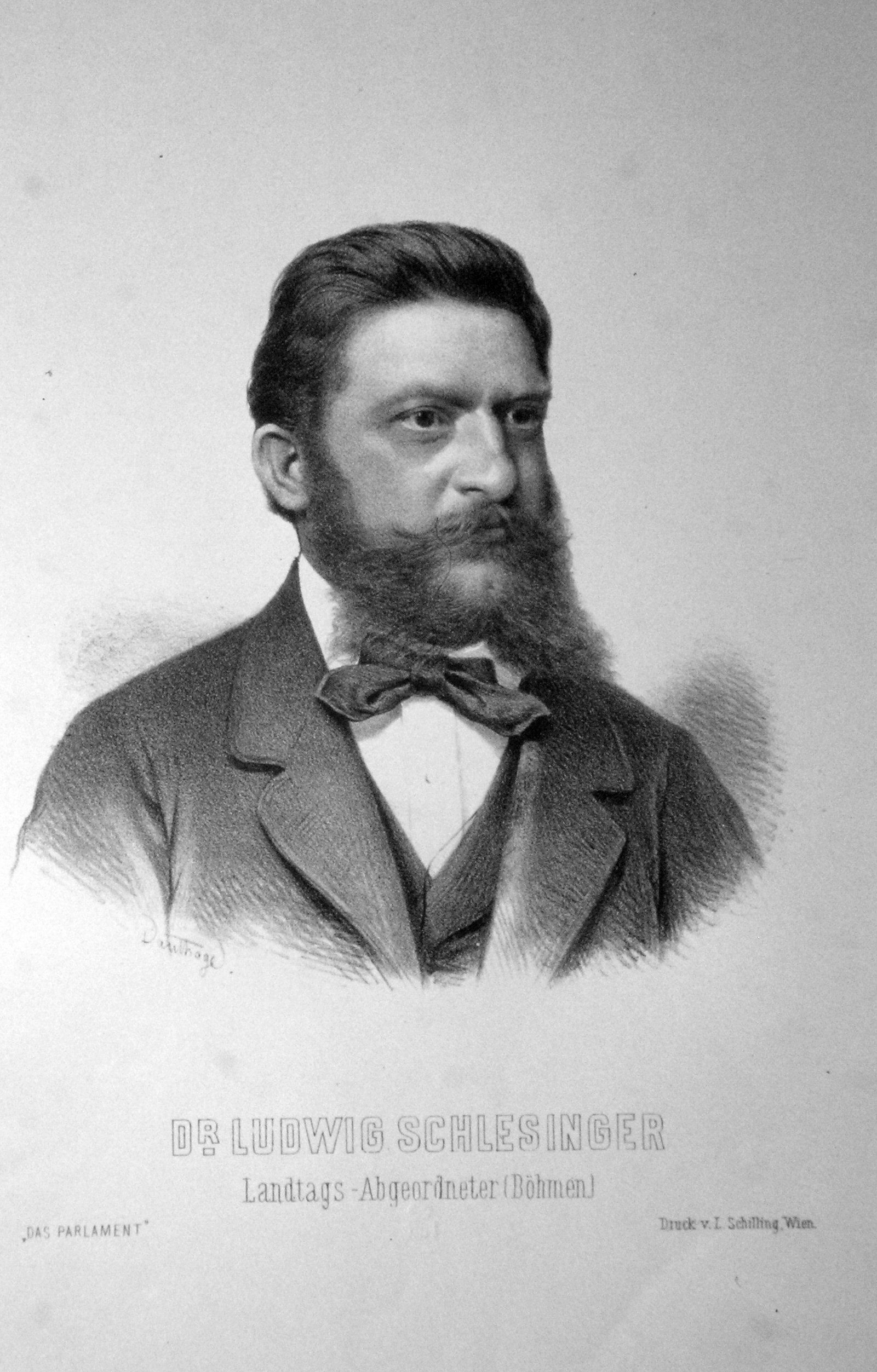
Ludwig Schlesinger (um 1880)

- Ernst Adalbert von Harrach (1598–1667), Prager Bischof und Kardinal, errichtete 1655 das Bistum Leitmeritz
- Giulio Broggio (1628–1718), Architekt und Baumeister italienischer oder Schweizer Herkunft, starb hier
- Gustav Adolf Graf von Fahrensbach (1629–1689), Pfandinhaber der Ämter Schwedt und Vierraden in der Mark Brandenburg sowie später Besitzer der Herrschaften Neuschloß und Tschischkowitz in Böhmen, mit seiner Frau in Leitmeritz beigesetzt
- Katharina von Altenbockum (1680–1743), Mätresse des polnischen Königs und sächsischen Kurfürsten August des Starken, auf dessen Betreiben sie zur Reichsfürstin als Fürstin von Teschen erhoben wurde, in Leitmeritz beigesetzt
- Anton Adalbert Hnogek (1799–1866), Theologe und Geistlicher, Student und Professor in der Stadt
- Vincent Alexander Bochdalek (1801–1883), Anatom, entdeckte eine Reihe von anatomischen Strukturen und Fehlbildungen, die heute seinen Namen tragen, starb hier
- Joseph Augustin Ginzel (1804–1876), Theologe, Politiker und Autor, starb in Leitmeritz
- Karel Hynek Mácha (1810–1836), Dichter der Romantik, starb hier
- Friedrich Wilhelm Ladislaus Tarnowski (1811–1847), Schriftsteller und Journalist, lebte zeitweilig in Leitmeritz
- Ferdinand von Arlt (1812–1887), Chirurg und Augenarzt, besuchte das Gymnasium in Leitmeritz
- Moritz Thausing (1838–1884), Kunsthistoriker, starb hier
- Ludwig Schlesinger (1838–1899), Historiker und Politiker, starb hier
- Ferdinand Blumentritt (1853–1913), Ethnograph, Lehrer und Gymnasialdirektor in Leitmeritz
- Gustav Leutelt (1860–1947), Dichter und Schriftsteller, besuchte die Lehrerbildungsanstalt Leitmeritz
- Josef Schlegel (1869–1955), Politiker der christlichsozialen Partei, besuchte das Gymnasium in Leitmeritz
- Armin Berg (1883–1956), Kabarettist, Komponist, Pianist, Schriftsteller und Schauspieler, wirkte als Komiker am Stadttheater
- Heinrich Jöckel (1898–1946), SS-Hauptsturmführer, der hier wegen Misshandlung und Ermordung von Gefangenen hingerichtet wurde
- Paul Illing (1904–1984), nationalsozialistischer Funktionär, Landrat des Kreises Leitmeritz 1939–1945
- Karl Rahm (1907–1947), SS-Obersturmführer und Lagerkommandant des Ghettos, hingerichtet in Litoměřice
- Ludvík Kundera (1920–2010), Schriftsteller, erwarb 1938 seine Matura am Leitmeritzer Gymnasium
- Martin Löwenberg (1925–2018), NS-Verfolgter und Zwangsarbeiter im KZ-Außenlager Leitmeritz
- Jan Grimm (1943–2012), Maler und Spiritus rector seiner Wahlheimat Litoměřice
- František Václav Lobkowicz (1948–2022), Bischof der Diözese Ostrava-Opava, besuchte hier das Priesterseminar
- Jan Fatka (* 1955), 1997 bis 2003 Generaldelegat des tschechischen Karmeliterordens, besuchte hier das Priesterseminar